# Frederikssund (stacja kolejowa)
Frederikssund – stacja kolejowa w Frederikssund, w Regionie Stołecznym, w Danii. Jest stacją końcową dla pociągów S-tog linii H i C. Położona jest w siódmej strefie taryfowej. Została otwarta w 1889.